# Pimenta tabasco

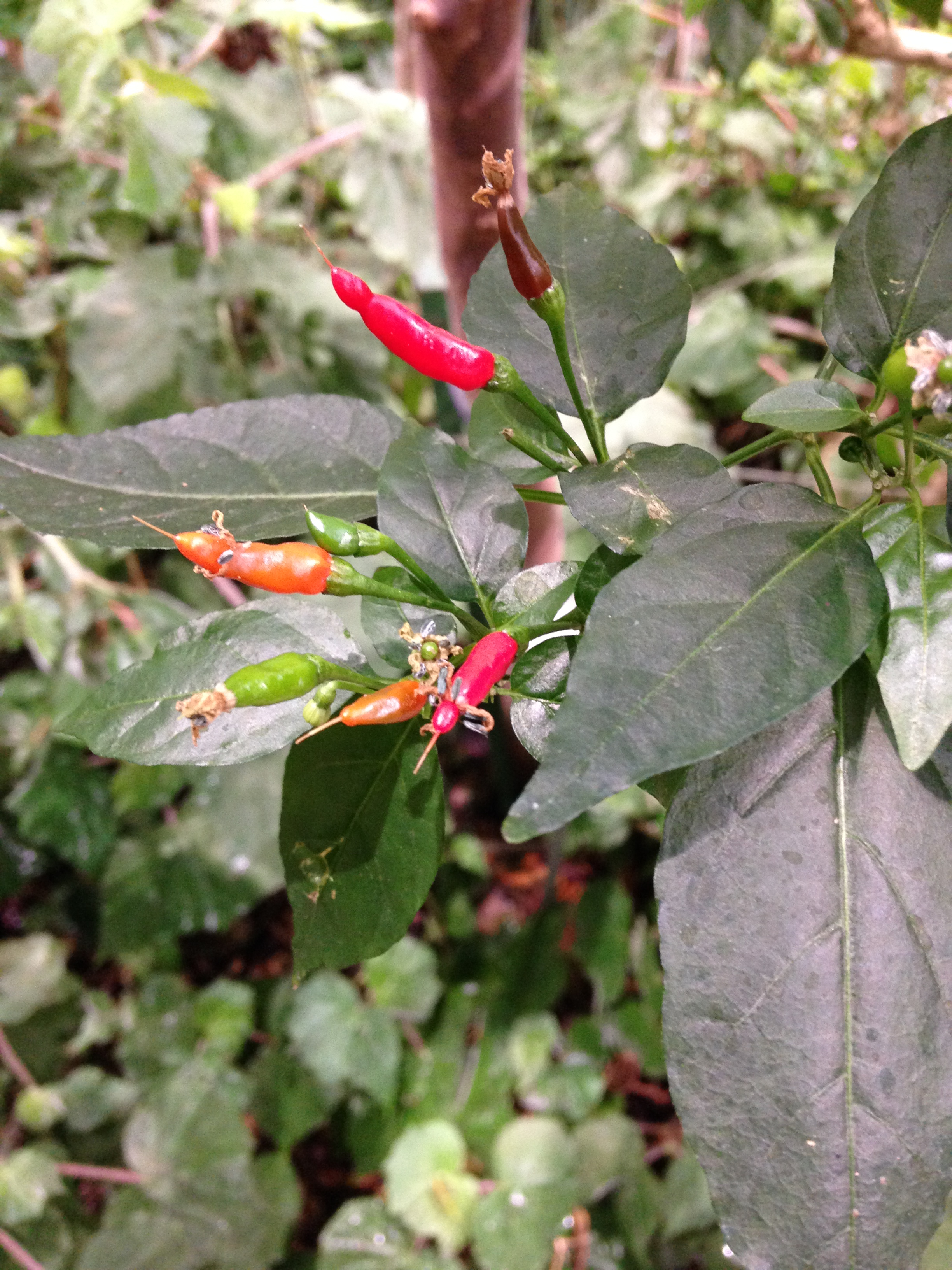
Pimenta tabasco em sua planta no jardim botânico de Bergianska, Estocolmo, 2013

A pimenta tabasco é uma variedade da espécie de pimenta Capsicum frutescens, originária do México. É mais conhecida pelo seu uso no Molho Tabasco, seguido de vinagre apimentado.
Como todas as espécies de C. frutescens, a planta tabasco apresenta um típico crescimento arbustivo, onde o cultivo comercial se fortalece com a poda das plantas. Os frutos cônicos, com cerca de 4 centímetros de comprimento, são inicialmente verde-amarelados claros e tornam-se amarelos e laranja antes de amadurecerem, quando atingem a cor vermelho brilhante. Na Escala de Scoville (que mede a picância de pimentas), a tabasco atinge níveis de 30.000 a 50.000. Os frutos do Tabasco, como todos os outros membros da espécie C. frutescens, permanecem eretos quando maduros, em vez de pendurados nos caules.
A maior parte das espécies de pimenta tabasco foi vítima do vírus do mosaico do tabaco na década de 1960, e a primeira variedade resistente (Greenleaf tabasco) só foi cultivada por volta dos anos 1970.

## Nome
As pimentas possuem o nome do estado mexicano de Tabasco. A primeira letra de tabasco é traduzida em minúscula quando se refere à variedade botânica, mas em maiúscula quando se refere ao estado mexicano ou à marca Molho Tabasco.

## Cultivo
As pimentas tabasco começam verdes e amadurecem até ficarem laranja e depois vermelhas. Após a germinação, são necessários 80 dias para amadurecerem completamente. A planta pode alcançar até 1 metro e meio de altura, com uma flor creme ou amarelo claro que se desenvolverá em frutos orientados para cima mais tarde na estação de crescimento. Por serem nativas de Tabasco, no México, as sementes requerem muito calor para germinar e crescer melhor, geralmente quando a temperatura está entre 25-30ºC. Se cultivadas fora do seu habitat natural, as pimentas são plantadas duas a três semanas após a última geada, quando a temperatura do solo excede 10ºC e o tempo está melhor. Pimentas são temperamentais no quesito de dar frutos: quando as temperaturas estiverem muito quentes ou muito frias, ou se as temperaturas noturnas caírem abaixo de 15ºC, a frutificação poderá diminuir. Um solo que receba bastante luz e calor, fértil, leve, levemente ácido (pH 5,5–7,0) e bem drenado, é ideal para o cultivo das plantas. As pimentas precisam de um suprimento constante de água para melhor desempenho. Os produtores cuidam para garantir que os fertilizantes e o solo sejam ricos em fósforo, potássio e cálcio, e que tenham baixo teor de nitrogênio, para garantir um bom crescimento dos frutos.